# Aleksandr Silayev
Aleksandr Silayev (n. 2 aprilie 1928, Moscova, RSFS Rusă, URSS – d. 31 decembrie 2005, Moscova, Rusia) a fost un canoist ce a reprezentat Uniunea Republicilor Sovietice Socialiste, medaliat olimpic. A participat la o ediție a Jocurilor Olimpice (1960) în care a câștigat o medalie de argint.

## Participări
Lista de mai jos prezintă principalele competiții la care a participat Aleksandr Silayev de-a lungul carierei.
- canoeing at the 1960 Summer Olympics – men's C-1 1000 metres[*]